# 阿迦汗四世
沙阿卡里姆·侯赛因，阿迦汗四世，KBE，CC，GCC，GCIH（拉丁化：Shāh Karīm al-Ḥussaynī, The Āgā Khān IV，1936年12月13日—2025年2月4日），曾在伊斯兰教什叶派伊斯玛仪派尼扎里教派任最高精神领袖。他的前任是阿迦汗三世。阿迦汗五世為繼任者。

## 头衔
- 1936年 – 1957年: 卡里姆·阿迦汗王子 （Prince Karim Aga Khan）
- 1957年 – 2025年: 阿迦汗四世親王殿下  （His Highness  The Aga Khan IV）

## 榮譽
- 印度 蓮花賜勳章 (Padma Vibhushan)
- 巴林 一等巴林勳章  (Member 1st Class of the Order of Bahrain)
- 英国 大英帝國勳章爵級司令勳章 (Ordinary Knight Commander of the Order of the British Empire)